# 法定代理人
法定代理人是指依据法律规定，依法代表当事人（被代理人）在法律授权的范围内进行具有法律效力的意思表示或实施法律行为的自然人。
不同於一般民事法律行為中，當事人可以基於自由意思將代理權限授權於特定相對人，法定代理人必須基於法律所規定，並且在法律所定範圍內，始具有代理行為之權限，使相關行為的效果直接及於被代理者。

## 類型
1. 有些人，在民事法律對行為能力的分類中，並非屬於有完全的行為能力，因此法律為其設法定的代理人，以代其為意思表示或受領意思表示，而得以使不具完全行為能力人，可以與其他人建立法律關係。例如未成年子女的父母，原則上即為其法定代理人[2]。另外，若因精神障礙或心智缺陷無法有健全的判斷或辨識能力，因而受到監護宣告，監護人即為受監護宣告者的法定代理人。
2. 基於生活事實之考量，有時法律賦予一方代理他方之權限，例如在夫妻在日常家務的處理上，法律訂夫妻雙方互為彼此的代理人[3]，或是遺產分割時，由於胎兒尚未出生，無法有權利能力，此時法律為保障胎兒出生後的權益，故規定胎兒的母親為胎兒之法定代理人[4]。
3. 具有法律上權利主體人格之法人或團體、企業等，由自然人為其意思表示之行使主體，故也規定特定之人為這些法人或團體的代理人。

## 權限
在財產行為上，法定代理人具有代為意思表示或代受意思表示的權限，而限制行為能力人為特定法律行為時，須得到法定代理人的同意。而法人或團體之法定代理人，則基於本身為法人或團體的意思機關，有法令範圍內代為相關法律行為的權限。
在身分行為，例如為保障未成年人利益而要求未成年人為訂婚、結婚、離婚或收養等行為時，必須得到法定代理人同意。

## 代理權之消滅
由於法定代理權限的存在與消滅，取決於授與法定代理人之法律規定。當法定代理的原因，依照相關法律而有變更或不同時，例如未成年人因結婚，而有完全行為能力，或者當其達到成年之年齡時，法定代理人之代理權即因而消滅，這些人不必再有法定代理人。

## 註腳
1. ↑  《中华人民共和国民法典》第一百六十一条、第一百六十二条和第一百六十三条
2. ↑  高鳳仙，親屬法理論與實務，台北市，五南出版，第342頁，ISBN 978-957-11-7263-7.
3. ↑  中華民國民法第1003條
4. ↑  中華民國民法第1166條，林秀雄，繼承法講義，台北市，元照出版，第107頁，ISBN 978-986-255-522-4.
5. ↑  依民法第78 條
：限制行為能力人未得法定代理人之允許，所為之單獨行為，無效。民法第 79 條：限制行為能力人未得法定代理人之允許，所訂立之契約，須經法定代理人之承認，始生效力